# Consell Reial de Navarra
El Consell Reial de Navarra va ser creat per la reina Joana II al segle xiv inclòs en un "amejoramiento" de furs realitzat per la monarca.
Les Corts de 1481 i 1484 el configuren amb caràcter tècnic jurídic, en detriment de la noblesa, per evitar el control de la institució per alguna de les banderies, Beaumontesa o Agramontesa, enredades en conflictes i guerres.
Quan es produeix la conquesta castellana, es reestructura en les Corts de 1525, passant a estar constituïda per un regent i sis consellers, reservant-se el rei el nomenament del regent i dos consellers estrangers, castellans, càrrecs que es coneixien amb el nom de "castellanías". Van ser constants les protestes de les Corts per aconseguir que la totalitat dels seus membres fossin naturals del regne.
L'estructura del Consell Reial de 1525 va romandre fins a la desaparició de la institució, al costat del Regne de Navarra, el 1841. Sempre va tenir la seva seu i reunions a Pamplona i no en el lloc on estigués a cada moment la seu de la cort, el va convertir en l'únic consell de la monarquia que va mantenir aquesta característica excepcional.
La funció principal era de suprem òrgan judicial de Navarra, realitzant també labors administratives de govern i certa activitat legislativa. Les sentències del Consell Reial no tenien apel·lació superior, ja que era el tribunal suprem de justícia, la qual cosa va provocar frecs amb la justícia castellana.
Les corts de Sangüesa de 1561 van establir el Dret de Sobrecarta pel qual el Consell Reial revisava que totes les reials ordres que provenien del rei o la seva cort per informar que eren conformes a les lleis constitucionals del regne, en cas contrari s'obeïen però no es complien. Per tant, exercia funcions de tribunal constitucional.
La institució va desaparèixer amb la Llei de Modificació de Furs de 1841 en establir-se la "unitat constitucional" integrant a Navarra en el sistema processal espanyol, es crea l'Audiència Provincial de Navarra.